# Bentley 3 Litre
De Bentley 3 Litre is de allereerste wagen van het Britse automerk Bentley. De wagen was van groot belang in de ontwikkeling van de bekendheid van het merk. Zo won de 3 Litre talloze races, waaronder de 24 uur van Le Mans in 1924 en in 1927. Ook zijn opvolger, de Bentley 4½ Litre, won deze race.